# Okręty zaopatrzeniowe typu Protecteur
Okręty zaopatrzeniowe typu Protecteur – typ dwóch kanadyjskich okrętów zaopatrzeniowych, zbudowanych dla Royal Canadian Navy w latach 60. XX wieku. Okręty zostały wycofane z czynnej służby kolejno w latach 2015 i 2016.
Okręty wykorzystywane były do dostarczania wojskom na morzu żywności, amunicji, paliwa oraz innego rodzaju zaopatrzenia. Mogły zabrać na pokład 14 990 t paliwa (w tym 400 t lotniczego), 1250 t amunicji oraz 1000 t innych ładunków. Wyposażone były w rozbudowane zaplecze medyczne. Mogły przewozić trzy śmigłowce CH-124 Sea King.
W 2004 roku rozpoczęto prace nad okrętami zaopatrzeniowymi mającymi zastąpić starzejący się typ Protecteur, Joint Support Ship. Wejście nowych jednostek do służby, ochrzczonych HMCS „Queenston” i HMCS „Châteauguay”, spodziewane jest najwcześniej w 2019 roku.

## Okręty
- HMCS „Protecteur” (AOR 509) – wycofany 14 maja 2015 roku
- HMCS „Preserver” (AOR 510) – wycofany 1 grudnia 2016 roku[1]